# 皮德利斯內 (克列梅涅茨區)
50°3′30″N 25°48′5″E / 50.05833°N 25.80139°E
皮德利斯內（羅馬化：Pidlisne）是烏克蘭的村落，位於該國西部捷爾諾波爾州，由克列梅涅茨區負責管轄，分別距離博尼夫卡2公里和新西爾卡1公里，始建於1946年，面積1.972平方公里，2001年人口224。